# Papirnica (Škofja Loka, Slovenija)
Papirnica je naselje u slovenskoj Općini Škofji Loki. Papirnica se nalazi u pokrajini Gorenjskoj i statističkoj regiji Gorenjskoj. 

## Stanovništvo
Prema popisu stanovništva iz 2002. godine naselje je imalo 61 stanovnika.